# 정일선
정일선(鄭日宣,1970년 10월 12일 ~ )은 대한민국의 기업인이자 현대비앤지스틸 대표이사 사장이다.

## 생애
전 현대알루미늄 사장인 아버지 정몽우와 어머니 이행자의 장남으로 태어났다. 동생은 현대BNG스틸 부사장 정문선, HN 정대선 사장이다.